# Nic Schröder
Nicolaj "Nic" Schröder (14 de febrero de 1980, Helsingborg) es un actor, cantante y presentador de televisión sueco. Estudió en Fridhems folkhögskola 2005–07.
Como cantante, Nic ha sido miembro del grupo de pop Nic & the Family, que es famoso para su canción Hej hej Monika, de 2004. En 2006 Hej hej Monika fue elegida como "årtiondets värsta sommarplåga" ("la peor canción del verano de esta década").
Nic fue el presentador de los programas de televisión de "Sommarlovsmorgon" Hej hej sommar en 2006 y 2007 (y también en 2008) y Sommarlov 09 en 2009 con Ola Selmén. Nic y Selmén también fueron presentadores del programa Stressa ner, que se inició en el canal SVTB el 16 de diciembre de 2008.